# Callari

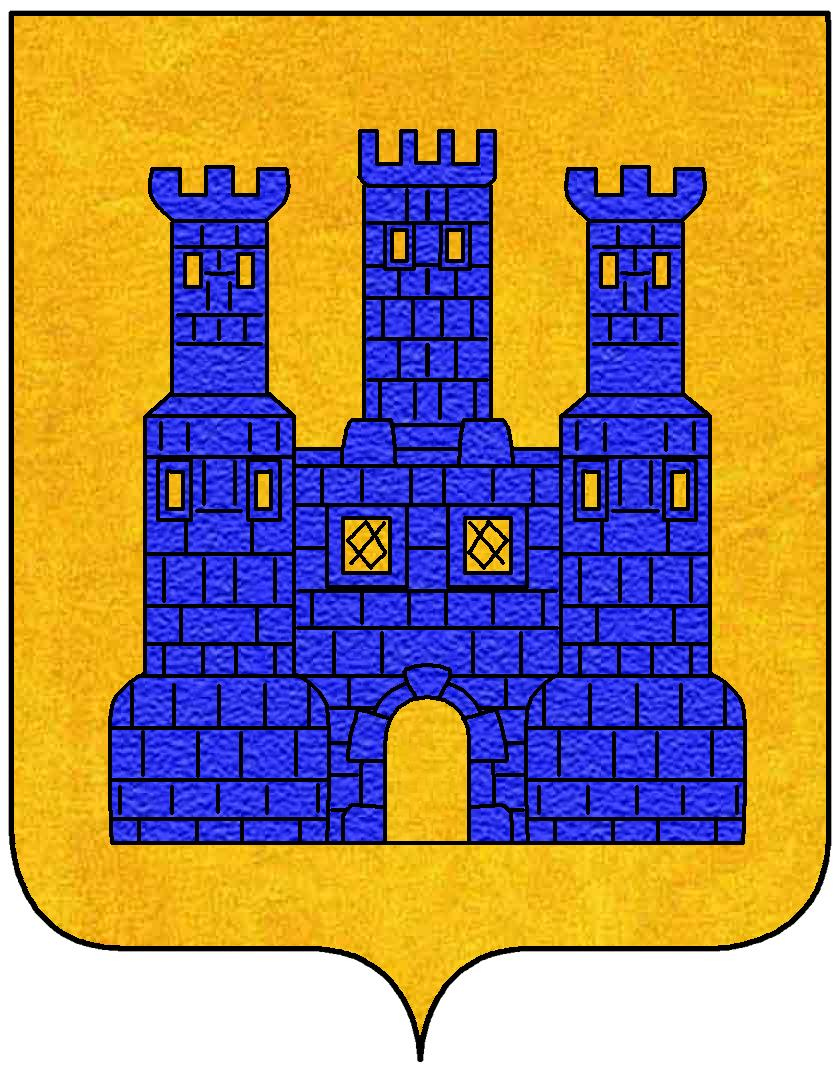
Stemma della famiglia Callari

I Callari (o Callaro) furono un'antica e nobile famiglia siciliana. Diedero o devono il loro nome al casale omonimo che ebbero in feudo, situato presso Vizzini.

## La Storia
Ne I raguagli historici del Vespro Siciliano di Filadelfo Mugnos è menzionato un certo Arnaldo Callari, castellano di Vizzini, il quale organizzò, con l'aiuto di Luigi Passaneto, la rivolta dei Vespri Siciliani nella città nel 1282. Nella stessa opera compare Luigi Callari, eletto, dopo tale insurrezione, governatore di Siracusa.
Secondo lo storico l'origine della famiglia sarebbe sarda.
Tuttavia, il primo esponente della famiglia riportato nei documenti è Ardoyno de Callaro (o de Callario), uno dei sei cavalieri domiciliati in Vizzini convocati da re Pietro III di Aragona nel 1283. Nel biennio 1286-1287 risulta giustiziere del Val di Mazara sotto re Giacomo II d'Aragona.
Ugolino de Callaro (o Callari), “unus ex magnis viris inter Siculos reputatus”, fu conte di Licodia, barone di Callari e castellano di Noto. Federico III d'Aragona (che ne aveva portato al fonte battesimale il figlio) nel 1299 gli concesse Licodia col titolo di conte. Tuttavia, si ribellò a questi alla fine dello stesso anno consegnando Noto all'esercito di Roberto d'Angiò. Re Carlo II d'Angiò gli confermò quindi, con diploma del 28.12.1299, il possesso di Licodia. Non riuscì tuttavia a conservare il dominio dei suoi feudi e la stessa baronia di Callari gli fu confiscata da Federico III d'Aragona, e concessa poi a Riccardo Guarna.
Nicolò de Callaro fu raccomandato da re Giacomo II d'Aragona al fratello Federico III d'Aragona il 23 luglio 1292.
Federico Callari di Enna (verosimilmente il figlio di Ugolino battezzato da re Federico III), marito in seconde nozze di Imperia, fu barone di Pasquasia (feudo presso Enna) e strategoto di Messina. Fedele al reggente, il duca Giovanni d'Aragona e avverso ai nobili che miravano a riportare gli esiliati Palizzi in Sicilia, venne assassinato nella rivolta organizzata a Messina dalla fazione che li sosteneva, nel settembre del 1342.

## Baroni di Granaro
Giovanni Callari fu barone di Granaro (feudo presso Adrano). Poco verosimile che si tratti dello stesso Giovanni, fratello di Ugolino, castellano di Buccheri, che nel 1299 fu catturato nella battaglia di Capo d'Orlando e rilasciato poi da Ruggero di Lauria, convinse i Vizzinesi a passare dalla parte di re Carlo II d'Angiò. Risulta morto prima del 1335 e lasciò come suo erede Manfredi. La baronia di Granaro passò successivamente ai Moncada.

## Baroni di Reburdone
Manfredi Callari di Vizzini, fu il primo barone di Reburdone (feudo presso Vizzini). Risulta morto prima del 1340, data in cui è attestato come suo erede Arduino. A quest'ultimo successe Manfredi, marito di Violante, fratello di Federico e padre di Giovanni, che risulta barone di Reburdone nel 1408. Fece testamento nel 1414. La baronia di Reburdone passò successivamente alla famiglia Guttadauro.
Dopo il 1408, non viene più menzionato alcun esponente della famiglia tra i ranghi feudali del Regno di Sicilia. È verosimile però che Antonino Callari di Cammarata, riportato dai riveli della città del 1548 come il più facoltoso del luogo e tra i maggiori possidenti della Sicilia del tempo (con un patrimonio di 1683 onze), appartenesse alla famiglia suddetta.

## Arma
D'oro al castello d'azzurro.